# Асільдаров Шаміль Саїдбегович
Шаміль Саїдбегович Асільдаров (18 травня 1983, Махачкала, РРФСР, СРСР) — російський футболіст, нападник. Майстер спорту Росії, віце-президент та гравець «Анжі».

## Кар'єра

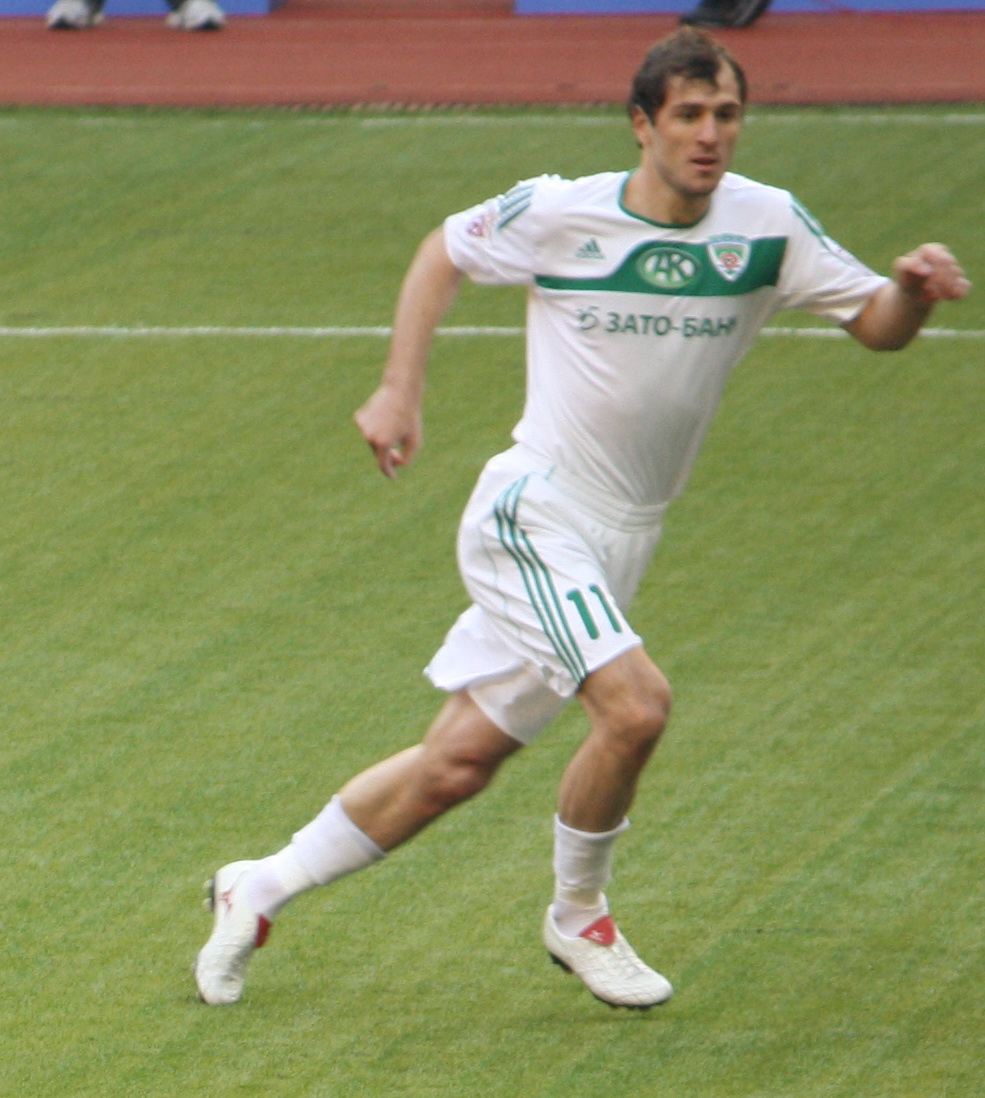
Асільдаров у складі «Терека»

Вихованець дагестанського футболу. Перший тренер — Семен Валявський. Професійну кар'єру гравця розпочав у 2000 році у клубі південної зони другої ліги «Динамо» з Махачкали. За п'ять років, проведених у команді, він зіграв 165 матчів, у яких забив 93 голи. Разом із командою досягнув у 2003 році права виступати у першому дивізіоні країни, а також став найкращим бомбардиром сезону, забивши у ворота суперників 31 м'яч.
У 2005 році залишив «Динамо», підписавши контракт із підмосковними «Хімками», де за весь сезон провів лише дев'ять матчів, у яких чотири рази забивав голи. Наступного сезону на запрошення головного тренера команди Павла Яковенка поповнив ряди краснодарської «Кубані», де за півроку забив 18 голів у 20 матчах та очолив суперечку бомбардирів першого дивізіону.
Успішні виступи Асільдарова на Кубані привернули увагу лідерів російського футболу, і в серпні 2006 року він підписав контракт із московським «Локомотивом». Дебют Асільдарова у прем'єр-лізі відбувся 6 серпня 2006 року в матчі 14 туру проти пермського «Амкара». Шаміль вийшов на заміну після першого тайму, замінивши Вадима Євсєєва. Перший гол в елітному дивізіоні країни Шаміль забив двома турами пізніше в зустрічі з самарськими «Крилами Рад», тим самим принісши перемогу своїй команді з рахунком 2:1. Незважаючи на це, Шаміль не зміг закріпитися в основному складі залізничників і після закінчення сезону повернувся до «Кубані».
Улітку 2007 року Асільдаров на правах оренди перейшов до «Тереку». На початку 2008 року Асільдаров поповнив лави махачкалинського «Анжі».
Через півроку перейшов до владивостоцького «Луча», де дебютував 9 серпня 2008 року в матчі 17-го туру проти ярославського «Шинника», замінивши на 65-й хвилині Андре Алвеса. До кінця сезону провів за далекосхідний клуб ще вісім зустрічей, а також відзначився голом у поєдинку проти свого колишнього клубу — московського «Локомотива». Але це не врятувало команду від вильоту в перший дивізіон, контракт з Асільдаровим продовжено не було. У 2009 виступав у складі клубу південної зони аматорської футбольної ліги «Махачкала».
5 серпня 2009 року уклав короткострокову угоду з одним з аутсайдерів вищої ліги — нальчицьким «Спартаком». Дебют Асільдарова в новому клубі відбувся вже через три дні після потрапляння ним у заявку нальчан у матчі проти московських одноклубників. Шаміль провів на полі весь матч і навіть відзначився голом, що, втім, не допомогло його команді, яка поступилася з рахунком 2:4. До кінця сезону в 13 матчах Шаміль відзначився ще 7 голами і тим самим допоміг нальчицькому клубу зберегти прописку у Прем'єр-Лізі. Після завершення сезону 2009 став вільним агентом.
У грудні 2009 року було повідомлено, що Шаміль повернувся у грозненський «Терек», із яким уклав трирічний контракт, проте цю інформацію потім спростували спочатку представники нальчицького «Спартака», а пізніше і головний тренер команди Юрій Красножан, за словами якого Асільдаров ні з ким контрактів не укладав, а нальчицький клуб хоче продовжити з ним відносини. Проте на початку січня 2010 року було офіційно оголошено про укладання гравцем дворічної угоди із грозненським клубом. За результатами регулярних голосувань після кожного туру на офіційному сайті «Терека» Асільдаров посів друге місце у списку найкращих гравців клубу в сезоні 2010 року, поступившись першістю Різвану Уцієву. За два з половиною роки у грозненському клубі провів 65 зустрічей, у яких 17 разів вражав ворота суперників, але після закінчення сезону 2011/12 років керівництвом команди було ухвалено рішення не продовжувати з гравцем контракт.
Улітку 2012 року Асільдаров уклав короткострокову угоду з нижньогородською «Волгою». Узимку 2012 року угоду було продовжено ще на півроку, але у квітні 2013 року було відокремлено.
У лютому 2014 року повернувся до «Луч-Енергії». Разом із командою став володарем кубку ФНЛ, із групою гравців став найкращим бомбардиром, забивши 3 м'ячі, а також був визнаний найкращим гравцем турніру. У липні 2014 року Шаміль уклав новий контракт з «Анжи» терміном на два роки. Повернення Асільдарова в «Анжи» відбулося 6 липня у матчі першого туру першості ФНЛ проти «Сахаліну», у якому він став автором переможного гола. Але через свій досить буйний характер та не бажання укладати з ним новий контракт улітку 2015 року залишився без клубу. Далі він тренувався самостійно. І наприкінці лютого 2016 року, пройшовши медобстеження, поповнив ряди астраханського «Волгаря». 13 червня 2016 року перебрався до казахстанського клубу «Тобол» із Костаная, уклавши контракт до кінця 2016 року. У лютому 2017 року знову перейшов до махачкалінського «Анжи», уклавши контракт із командою терміном на 1 рік. Улітку 2017 року став вільним агентом. На початку січня 2020 стало відомо, що Асільдаров призначений віце-президентом «Анжи».

## Досягнення
Командні
 «Динамо» (Махачкала)
- Переможець зони «Південь» другого дивізіону: 2003.

 «Локомотив» (Москва)
- Бронзовий призер чемпіонату Росії: 2006.

 «Терек» (Грозний)
- Переможець першого дивізіону : 2007.

 «Луч-Енергія» (Владивосток)
- Володар кубка ФНЛ: 2014.

Особисті
- Найкращий бомбардир другого дивізіону: 2003.
- Найкращий гравець Кубку ФНЛ: 2014.
- Найкращий бомбардир Кубку ФНЛ: 2014.

## Особисте життя
За національністю аварець. Батька звуть Саїдбек, мати Патімат. В Асільдарова є старший брат Магомед, сестри Вайсарат і Саніят. Закінчив Дагестанський педагогічний університет. Найкращим гравцем у світі вважає Шаміля Лахіялова.

## Статистика виступів
| Команда                   | Сезон             | Чемпіонат         | Чемпіонат | Чемпіонат | Кубок | Кубок | Разом | Разом |
| Команда                   | Сезон             | Рів.              | Ігри      | Голи      | Ігри  | Голи  | Ігри  | Голи  |
| ------------------------- | ----------------- | ----------------- | --------- | --------- | ----- | ----- | ----- | ----- |
| Динамо (Махачкала)        | 2000              | III               | 34        | 11        | 1     | 0     | 35    | 11    |
| Динамо (Махачкала)        | 2001              | III               | 33        | 16        | 2     | 2     | 35    | 18    |
| Динамо (Махачкала)        | 2002              | III               | 35        | 21        | 3     | 0     | 38    | 21    |
| Динамо (Махачкала)        | 2003              | III               | 35        | 31        | 4     | 2     | 39    | 33    |
| Динамо (Махачкала)        | 2004              | II                | 28        | 14        | 1     | 0     | 29    | 14    |
| Динамо (Махачкала)        | Разом             | Разом             | 165       | 93        | 11    | 4     | 176   | 97    |
| Хімки                     | 2005              | II                | 9         | 4         | 0     | 0     | 9     | 4     |
| Кубань (Краснодар)        | 2006              | II                | 20        | 18        | 0     | 0     | 20    | 18    |
| Локомотив (Москва)        | 2006              | I                 | 4         | 1         | 1     | 0     | 5     | 1     |
| Кубань (Краснодар)        | 2007              | I                 | 13        | 0         | 1     | 0     | 14    | 0     |
| Терек (Грозний)           | 2007              | II                | 12        | 4         | 0     | 0     | 12    | 4     |
| Анжи (Махачкала)          | 2008              | II                | 21        | 6         | 1     | 2     | 22    | 8     |
| Луч-Енергія (Владивосток) | 2008              | I                 | 9         | 1         | 1     | 0     | 10    | 1     |
| Махачкала                 | 2009              | IV                | ?         | ?         | 0     | 0     | ?     | ?     |
| Спартак-Нальчик           | 2009              | I                 | 14        | 8         | 0     | 0     | 14    | 8     |
| Терек (Грозний)           | 2010              | I                 | 29        | 9         | 0     | 0     | 29    | 9     |
| Терек (Грозний)           | 2011/12           | I                 | 36        | 8         | 2     | 1     | 38    | 9     |
| Терек (Грозний)           | Разом             | Разом             | 65        | 17        | 2     | 1     | 67    | 18    |
| Волга (Нижній Новгород)   | 2012/13           | I                 | 13        | 3         | 1     | 0     | 14    | 3     |
| Луч-Енергія (Владивосток) | 2013/14           | II                | 11        | 5         | 2     | 0     | 13    | 5     |
| Анжи (Махачкала)          | 2014/15           | II                | 29        | 5         | 2     | 2     | 31    | 7     |
| Волгар (Астрахань)        | 2015/16           | II                | 13+2      | 5         | 0     | 0     | 15    | 5     |
| Тобол (Костанай)          | 2016              | I                 | 18        | 2         | 0     | 0     | 18    | 2     |
| Анжи (Махачкала)          | 2016/17           | I                 | 6         | 0         | 1     | 0     | 7     | 0     |
| Анжи (Махачкала)          | 2020/21           | III               | 8         | 0         | 0     | 0     | 8     | 0     |
| Усього за кар'єру         | Усього за кар'єру | Усього за кар'єру | 430       | 172       | 23    | 9     | 455   | 181   |